# Shelpek
Shelpek ( en turcomano: çelpek; en kazajo: шелпек, romanizado: shelpek; en kirguís: май токоч, челпек; en uzbeko: чалпак, romanizado: chalpek; en uigur: чалпак, romanizado: chalpyak) es un pan plano tradicional de Asia Central que se consume comúnmente en toda la región. Los ingredientes principales del shelpek son harina, leche, azúcar, mantequilla, crema agria como Kaymak, bicarbonato de sodio, sal y aceite vegetal.
A la masa se le da forma de bolas y se fríe en aceite vegetal caliente hasta que adquiere un color dorado. Shelpek también se puede preparar con levadura, por lo que la masa se mantiene blanda durante más tiempo. La receta para preparar la masa en el caso dado es similar a la que se usa para el baursak.